# Monanthotaxis malacophylla
Monanthotaxis malacophylla (Diels) Verdc. – gatunek rośliny z rodziny flaszowcowatych (Annonaceae Juss.). Występuje endemicznie na Madagaskarze. 

## Morfologia
PokrójZimozielone i zdrewniałe liany. Młode pędy są owłosione.
LiścieMają podłużny kształt. Mierzą 6,5–13 cm długości oraz 4–5,5 cm szerokości. Są owłosione od spodu. Nasada liścia jest od zaokrąglonej do prawie sercowatej. Blaszka liściowa jest o tępym wierzchołku. Ogonek liściowy jest owłosiony i dorasta do 3–4 mm długości.
Owocepojedyncze mają owalnie elipsoidalny kształt, zebrane po 4–9 w owoc zbiorowy o kulistym lub elipsoidalnym kształcie. Są owłosione, prawie siedzące. Osiągają 15 mm długości i 9–11 mm szerokości.

## Biologia i ekologia
Rośnie w wilgotnych lasach.